# Borborillus uncinatus
Borborillus uncinatus är en tvåvingeart som först beskrevs av Oswald Duda 1923.  Borborillus uncinatus ingår i släktet Borborillus och familjen hoppflugor. Arten är reproducerande i Sverige. Inga underarter finns listade i Catalogue of Life.